# إمبراطور باريس
إمبراطور باريس (بالإنجليزية: The Emperor of Paris)‏ هو فيلم دراما تاريخي فرنسي من إخراج جان فرانسوا ريشيت وبطولة فينسنت كاسل، فريا مافور، دينيس مينوشيت، أوجست ديل وجيمس ثيري، صدر الفيلم في صالات السينما في فرنسا وبلجيكا في 3 نوفمبر 2018.

## وصلات خارجية
- إمبراطور باريس على موقع IMDb (الإنجليزية)
- إمبراطور باريس على موقع روتن توميتوز (الإنجليزية)
- إمبراطور باريس على موقع ألو سيني (الفرنسية)
- إمبراطور باريس على موقع فيلمافينيتي (الإسبانية)
- إمبراطور باريس على موقع قاعدة بيانات الفيلم (الإنجليزية)
- إمبراطور باريس على موقع ليتربوكسد (الإنجليزية)
- إمبراطور باريس على موقع كينوبويسك (الروسية)